# Ninshubur
Ninshubur (𒀭𒎏𒋚; Ninšubur, "Dama de Subartu" o "Senyora dels servents"), també escrit Ninšubura, era una deessa mesopotàmica el paper principal de la qual era el de sukkal (visir diví) de la deessa Inanna. Tot i que s'acorda que en aquest context Ninshubur era considerada com a dona, en altres casos la deïtat era considerada masculina, possiblement a causa del sincretisme amb altres missatgers divins, com Ilabrat. No hi ha informació certa sobre la seva genealogia en cap font coneguda, i normalment es considerava soltera. Com a sukkal, va funcionar com a deïtat missatgera i com a intercessora entre altres membres del panteó i els peticionaris humans.
A causa de la creença que podia intercedir amb les divinitats de rang superior, Ninshubur era popular a la religió quotidiana, i es coneixen molts noms teofòrics que la invocaven i altres referències al seu culte personal. El seu centre de culte original era Akkil, però al Període dinàstic arcaic ja era adorada a la propera Uruk. També va ser introduïda al panteó de l'estat de Lagaix, on el seu centre de culte era Girsu. Molts reis d'aquesta zona la consideraven com la seva deïtat personal. En la tercera dinastia d'Ur també va ser introduïda a Ur. Altres ciutats on es venerava Ninshubur inclouen Adab, Nippur, Malgium entre d'altres.
En els mites, Ninshubur és retratada com una companya d'Inanna i l'ajuda durant diverses gestes. Al Descens d'Innana a l'Inframón, ella és la responsable d'assegurar el retorn d'Inanna suplicant amb Enlil, Nanna i Enki. Després de ser ressuscitada, Inanna la protegeix dels dimonis Gallu enviats per trobar algú que la substitueixi a la terra dels morts. El dol de Ninshubur contrasta amb l'actitud de Dumuzi que el porta a la seva mort en aquesta composició. A Inanna i Enki, Ninshubur ajuda a l'Inanna a escapar dels criats d'Enki després del robatori del me.

## Nom
Frans Wiggermann tradueix el nom de Ninshubur com a "Dona de Subartu" o alternativament "Dona de servents" (o "Dona de servents Subarians") basant-se en un altre significat de šubur, "servant" i en referència al seu paper com a divinitat benèvola intercessora. Les primeres traduccions, per exemple la de Wilfred G. Lambert de 1976, que es basaven en dos textos lèxics del primer mil·lenni aC. que ho explicaven com bel erseti - "senyor de la terra" o "senyor de l'inframón"- es consideren errònies, ja que cap altra font explica el significat de shubur com a erseti. És possible que aquesta comprensió poc comuna es basés en una tradició local que associava Ninshubur amb Nergal. El terme sumeri Shubur o Subir (Subartu) designava zones al nord de Mesopotàmia. Tant en documents antics com en estudis passats, els termes "Subartu" i "Subarians" solen referir-se als hurrites. Beate Pongratz-Leisten assenyala que els hurrites mai van ser considerats com a forasters a les fonts mesopotàmiques, a diferència d'altres grups veïns com els gutis, molt probablement perquè la seva cultura també tenia un caràcter urbà. Segons Tonia Sharlach, els habitants de Subartu eren vists com "els veïns la llengua (i potser la cultura) dels quals mereixien un coneixement més proper". És possible que els ressons de l'associació de Ninshubur amb Subartu sobrevisquin tan tard com en el període neoassiri en textos relatius a Papsukkal.
També es coneixen dues formes de Ninshubur en el dialecte Emesal, Gashanshubur (en referència a la forma femenina d'aquesta deïtat) i Umunshubur (en referència a la masculina). El teònim Nin- ŠUBUR. AL, documentat en documents del període dinàstic arcaic, podria ser una forma alternativa del nom de Ninshubur o una deïtat separada, encara que amb un nom semblant. Frans Wiggermann també argumenta que de vegades el nom es va traduir simplement com "Shubur", però aquesta suposició no és universalment acceptada.

## Gènere
La visió de consens modern entre els assiriòlegs és que Ninshubur sempre es va identificar com una deïtat femenina quan s'associava amb Inanna. Al mateix temps, molts autors proposen que Ninshubur era un home quan s'associava amb An. Mentre que la llista de déus del segon mil·lenni aC An = Anu ša āmeli explica que "Ninshubur és Papsukkal quan es refereix a Anu", essent Papsukkal el nom d'una deïtat missatgera masculina, Frans Wiggermann argumenta que els únics textos del tercer mil·lenni aC que identifiquen l'estat de gènere de Ninshubur que era una deessa, més que un déu. Gábor Zólyomi també tradueix un passatge relacionat amb el paper de Ninshubur com a servidor d'Anu com a referència a una deïtat femenina. Textos de Lagash del període dinàstic primerenc es refereixen a Ninshubur exclusivament com una deessa segons Toshiko Kobayashi. Segons Marcos Such-Gutiérrez, l'evidència d'Adab no és del tot concloent, encara que podria apuntar que la versió femenina d'aquesta deïtat també s'adora allà, malgrat la connexió certificada amb Anu.
En la majoria dels textos acadis, Ninshubur es considerava masculí, tot i que és possible que hi haguessin excepcions. Segons Raphael Kutscher, Ninshubur podria haver estat vista com una dona a Malgium quan es va adorar al costat d'Ulmašītum, encara que Douglas Frayne tracta aquesta deïtat com a home en la seva traducció d'una inscripció d'aquesta ubicació. En els períodes babilònics i cassites de Nippur, Ninshubur també es considerava femenina. No obstant això, actualment es desconeix si el seu nom als segells cassites es refereix a un déu o a una deessa.
Uri Gabbay va proposar que la identitat de Ninshubur era un mirall dels sacerdots d'Inanna, els gala, però aquest punt de vista no és recolzat per altres investigadors, ja que, independentment del gènere, Ninshubur mai es va descriure com a gala, i l'única similitud entre ella i la classe de sacerdots era la seva capacitat compartida per apaivagar divinitats específiques. Wolfgang Heimpel va suggerir una altra solució, que tres deïtats separades compartien el mateix nom, una femenina (segons ell trobada per exemple en associació amb Inanna a Ur) i dos masculines (un associat amb Anu i un altre a Girsu), sense ambigüitat de gènere en cap cas. No obstant això, la qüestió del gènere de Ninshubur va ser en alguns casos poc clara per als escribes antics, amb un himne babilònic antic (CBS 15119+) possiblement un intent de conciliar relats contradictoris descrivint Ninshubur (identificada com a dona en aquest context per Frans Wiggermann) com vestida amb roba tant femenina (costat esquerre) com masculina (costat dret).
La visió que Ninshubur era un home com a servent d'An als textos sumeris del tercer mil·lenni aC es basa en la suposició àmpliament acceptada que el sukkal d'una deïtat coincideix amb el seu gènere. No obstant això, Amasagnudi, considerada com una deessa en les fonts conegudes i en un cas equiparada amb Ninshubur femenina, també es va dir que era un sukkal d'Anu en un document de l'Antic Babilònia. La mateixa Ninshubur apareix com la sukkal de Nergal en comptes d'Ugur o Ishum (ambdós homes) en un text sumeri datat del període Babilònic antic.
Ninshubur no va ser l'única deïtat mesopotàmica el gènere de la qual variava en les fonts antigues, altres exemples inclouen Ninkasi (la deïtat de la cervesa, femenina en fonts anteriors, però de vegades masculina més tard), la parella Ninsikila i Lisin, els gèneres dels quals es van canviar en alguns casos, Uṣur-amāssu, descrit com un fill d'Adad a la llista de déus An = Anum però com la seva filla en fonts d'Uruk del primer mil·lenni aC, i la deïtat de Venus Ninsianna, el gènere de la qual podria estar connectat a un doble paper com a personificació tant de l'estrella del matí com de l'estrella del vespre.

### Sincretisme amb divinitats masculines
S'ha proposat que la variació en el gènere de Ninshubur està relacionada amb el sincretisme amb el déu acadi masculí Ilabrat. En textos del segon mil·lenni aC, Ninshubur i Ilabrat van conviure. Se suposa que almenys en alguns casos el nom de Ninshubur, quan es tractava com a masculí, era una grafia logogràfica d'Ilabrat, per exemple en Mari en noms personals. No obstant això, Ichiro Nakata enumera un sol nom d'instància d'aquesta ciutat en la qual Ninshubur segons la seva anàlisi és tractada com una deïtat femenina.
Ninshubur es va sincretitzar addicionalment amb Papsukkal, originalment el sukkal de Zababa, déu tutelar de Kish. L'ascens a la prominència de Papsukkal a costa d'altres figures similars, com Ninshubur, probablement es va arrelar simplement en la presència de la paraula sukkal en el seu nom. Si bé una associació entre ambdós està ja atestada a la llista de déus An = Anum, la fusió només es va finalitzar en el període selèucida a Uruk. Papsukkal no va ser adorat a aquella ciutat en períodes anteriors, i, en contrast amb Ninshubur, només apareixia amb poca freqüència com una deïtat familiar o en noms personals, però en el context de l'anomenada "teologia antiquari" basant-se en gran manera en les llistes de déus, que es van desenvolupar a Uruk sota el domini aquemènida, es va identificar completament amb Ninshubur i així es va convertir en el sukkal d'Anu i una de les divuit deïtats principals de la ciutat. El Papsukkal sincrètic tardà no va ser considerat com el sukkal d'Anu i Ishtar, sinó més aviat Anu i Antu com a parella.
Malgrat el sincretisme que va portar a la percepció de Ninshubur com una deïtat masculina, és possible que la deessa Amasagnudi, adorada al costat de Papsukkal a Uruk selèucida, fos originalment un epítet de Ninshubur (femení), una manifestació d'ella o almenys una deessa similar que compartia el paper de Ninshubur de sukkal d'Anu. Frans Wiggermann tradueix el nom d'Amasagnudi com "mare que no es pot deixar de banda".
Julia Krul suggereix que la fusió entre dues deïtats de la cort d'Enki, Isimud masculí i Ara femenina, podria haver estat influenciada pel procés similar que implicava Ninshubur.

## Atributs i iconografia

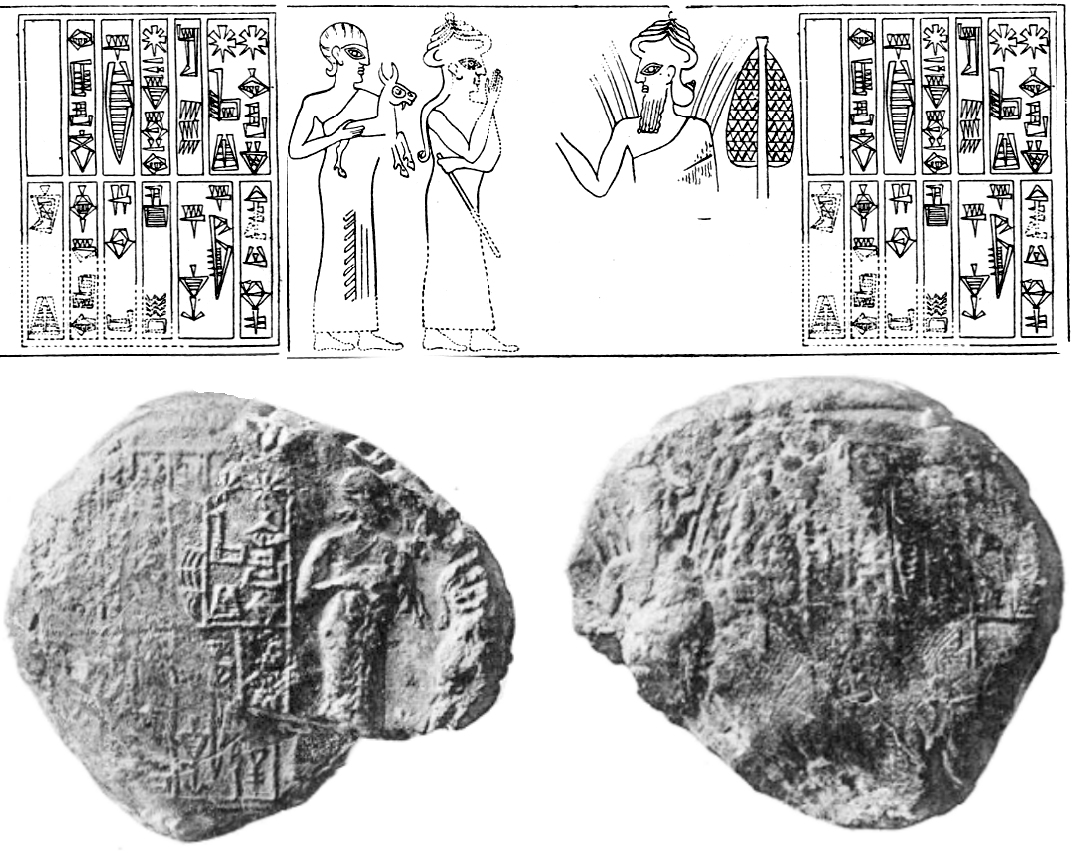
Un segell de Lugal-ushumgal com a servent de Naram-Sin, possiblement representant Ninshubur

L'atribut de Ninshubur era un bastó, un signe del seu càrrec com a sukkal que representava el dret de govern que li van concedir els seus amos. És possible que es cregués que, per tant, Ninshubur atorgava privilegis similars als reis. També es representaven visirs divins d'altres déus amb bastons, com Alla (Ningishzida), Isimud (Enki) i Nuska (Enlil). S'esperava que un sukkal caminés davant del seu amo, liderant el camí amb el seu bastó. Altres objectes associats amb Ninshubur inclouen portes i sabates, i el seu epítet en una sola font és "pur ministre de les sabates de lapislàtzuli". Segons Julia Krul, aquest títol és atorgat a Ninshubur per Inanna en una variant tardana d'un dels laments de la ciutat, i podria reflectir els seus "àrduos viatges al servei de la seva dama".
Molt poques representacions de Ninshubur femenines s'han identificat amb certesa, encara que és possible que sigui la deïtat dels segells de Lugal-uxumgal, governador de Lagaix durant els regnats de Naram-Sin d'Accàdia i el seu fill Xar-Kali-Xarri. També se sap que durant els rituals de construcció figures de Ninshubur van ser enterrades sota els temples d'altres déus en alguns casos. Una carta de pregària que possiblement es refereix a una estàtua de Ninshubur esmenta que la deïtat tenia una "cara que traspua l'atractiu" i descriu el físic de Ninshubur en termes similars als que de vegades s'aplicaven a Inanna.
S'ha proposat que a Girsu, on Ninshubur era considerada com l'esposa de Meslamtaea (Nergal), es pot identificar com una deessa acompanyada del seu animal simbòlic, el "lleó-griu", de manera similar a com Geshtinanna estava acompanyada de mušḫuššu, un símbol del seu marit Ningishzida, i que als segells antics babilònics la doble maça amb cap de lleó associada a Nergal podria representar Ninshubur en el paper d'una deïtat relacionada amb ell.
La constel·lació d'Orió, coneguda a l'antiga Mesopotàmia com Sipazianna, "el veritable pastor del cel", era considerada com el símbol astral de Ninshubur, així com Ilabrat i Papsukkal.

## Personalitat
Ninshubur és considerada pels assiriòlegs com "el primer i més important" sukkal, vinculat a les divinitats a les quals va servir "no com a causa i efecte, sinó com a comandament i execució". Les seves dues funcions principals eren aquestes de "deessa intercessora" i "visir arquetípic dels déus". Va servir a Inanna, però també a Anu i, per extensió, a tota l'assemblea divina. L'associació amb Anu és coneguda per fonts des del regnat de la Tercera Dinastia d'Ur en endavant, i podria ser un desenvolupament secundari, sent Inanna la seva mestressa principal i original. Com a sukkal d'Inanna, es creia que Ninshubur implementava regles i regulacions divines en nom seu. El seu paper com a deïtat intercessora popular a la religió sumèria es va derivar de la seva posició com a servidora de les principals deïtats, la qual cosa va donar lloc a la creença que era capaç de mediar amb els seus amos en nom dels sol·licitants humans. Un himne (CBS 14073) la descriu com una serventa no només dels seus amos habituals, sinó també d'Enlil, Enki, Damgalnuna, Nanna, Ningal, Ninurta, Ninhursag i Utu. Frans Wiggermann assenyala que l'associació de Ninshubur amb l'assemblea divina tractada com un tot indica que tot i que compartia molts dels seus papers amb un altre sukkal, Nuska, finalment va ser considerada la membre de més alt rang del panteó.
A més del seu títol habitual, Ninshubur també es podria anomenar sukkal anna, "visir celestial". Una inscripció de Rim-Sîn I es refereix a ella com a sukkalmaḫ. Segons Frans Wiggermann, tot i que aquest terme s'acredita com a rang administratiu i en aquest context es refereix a un funcionari responsable de la gestió de les activitats de diverses persones amb el rang de sukkal, no hi ha cap indicació que tingués un significat similar quan s'aplica a les divinitats, i en aquest context, el seu ús probablement només pretén exaltar el portador. Ninshubur també es coneixia com sukkalmaḫ a Malgium, encara que segons Raphael Kutscher en aquest cas l'ús d'aquest títol s'hauria de considerar el resultat de la influència cultural elamita. Ninshubur també es podria anomenar SAL.ḪÚB₂. Aquest terme està poc documentat, i es va suposar que es referia a una deïtat considerada un sukkal que es considerava emocionalment propera al seu senyor o dama. En la majoria dels casos SAL.ḪÚB₂ apareix en paral·lel amb "sukkal". Ninshubur és l'única deïtat que es coneix com SAL.ḪÚB₂ en més d'una o dues fonts, amb set casos coneguts a partir del 2014. Un d'ells és una inscripció dedicatòria de l'antiga babilònia del regnat de Samsuiluna. En un altre text, ella és l'"estimada SAL.ḪÚB₂ d'Inanna," i apareix en una breu llista de membres de la seva família just després de Dumuzi.
Es coneixen una sèrie de referències a Ninshubur com la "mare de la terra". Un text teològic compost durant el regnat de la Tercera Dinastia d'Ur afirma que "Ninshubur ocupa la terra" i la inclou entre els déus de més alt rang, al costat d'Enlil, Ninlil, Nanna, Inanna, Enki, Nergal, Ninurta i Nuska. També hi apareix l'heroi divinitzat Gilgamesh, aparentment per elevar la seva posició entre els déus a causa del seu paper en la ideologia reial d'aquell període. Gábor Zólyomi assenyala que l'himne conegut centrat en Ninshubur en el paper de "mare de la terra" (BL 195, conegut per la tauleta Ash. 1911.326 de l'Ashmolean Museum) empra múltiples topoi relacionats amb l'abundància en literatura sumèria, per exemple la construcció de corrals de bestiar i de granges sota les seves ordres, en cas contrari no associada a ella. Un altre himne (CBS 14073) esmenta el seu paper tant com a visir diví com el de "mare de la terra". A més d'aquest paper metafòric, Ninshubur també es coneixia com a "mare" en noms personals. Tanmateix, les referències a ella com a "mare biològica" real són poc freqüents i inusuals segons Julia M. Asher-Greve.
Alguns himnes indiquen que el paper d'un sanador diví s'atribuïa ocasionalment a Ninshubur.

## Associació amb altres divinitats
No hi ha proves clares sobre la filiació de Ninshubur. En les primeres fonts, normalment no tenia parella.

### Ninshubur i Inanna
Ninshubur, sota el nom variant Nin-Akkil ("dama d'Akkil"), ja és considerat com un servent d'Inanna a l'himne zami de la dinàstica arcaica Abu Salabikh. Frans Wiggermann descriu la seva relació com molt estreta. Es creia que Inanna li va atorgar els títols de Ninshubur i la va convertir en sukkal. En un text, Inanna es dirigia a Ninshubur de manera entranyable com "la meva mare". En un altre, s'anomena "visir estimat" i apareix just després de Dumuzi i abans d'altres parents. Ninshubur era considerat com un guardià dels secrets d'Inanna i com el seu conseller, encara que segons un text aquesta última podria burlar-se dels consells oferts, tant incorrectes com correctes. Ninshubur també era capaç de "apaivagar" Inanna, i un dels seus epítets era "qui afalaga el cor d'Inanna". Diversos epítets relacionats amb aquesta funció es conserven a la llista de déus An = Anum. A més, un temple dedicat a ella la ubicació del qual no es coneix actualment portava el nom d'E-šatezu, "casa que coneix la calma del cor". S'acredita en un himne dedicat al rei Shulgi, encara que no se sap si correspon a estructures dedicades a Ninshubur esmentades en textos del seu regnat.
S'ha comparat el paper de mediador entre una divinitat important i els adoradors que juga Ninshubur en el culte d'Inanna amb el que juguen els cònjuges d'altres déus importants, per exemple Aya en la relació amb Shamash o Shala en relació amb Adad.
Els catàlegs literaris sumeris enumeren almenys 7 himnes dedicats a Ninshubur que, basats en íncipits supervivents, descriuen la seva lamentació per alguna cosa que li va passar a Inanna.

### Deesses Ninshubur iLamma

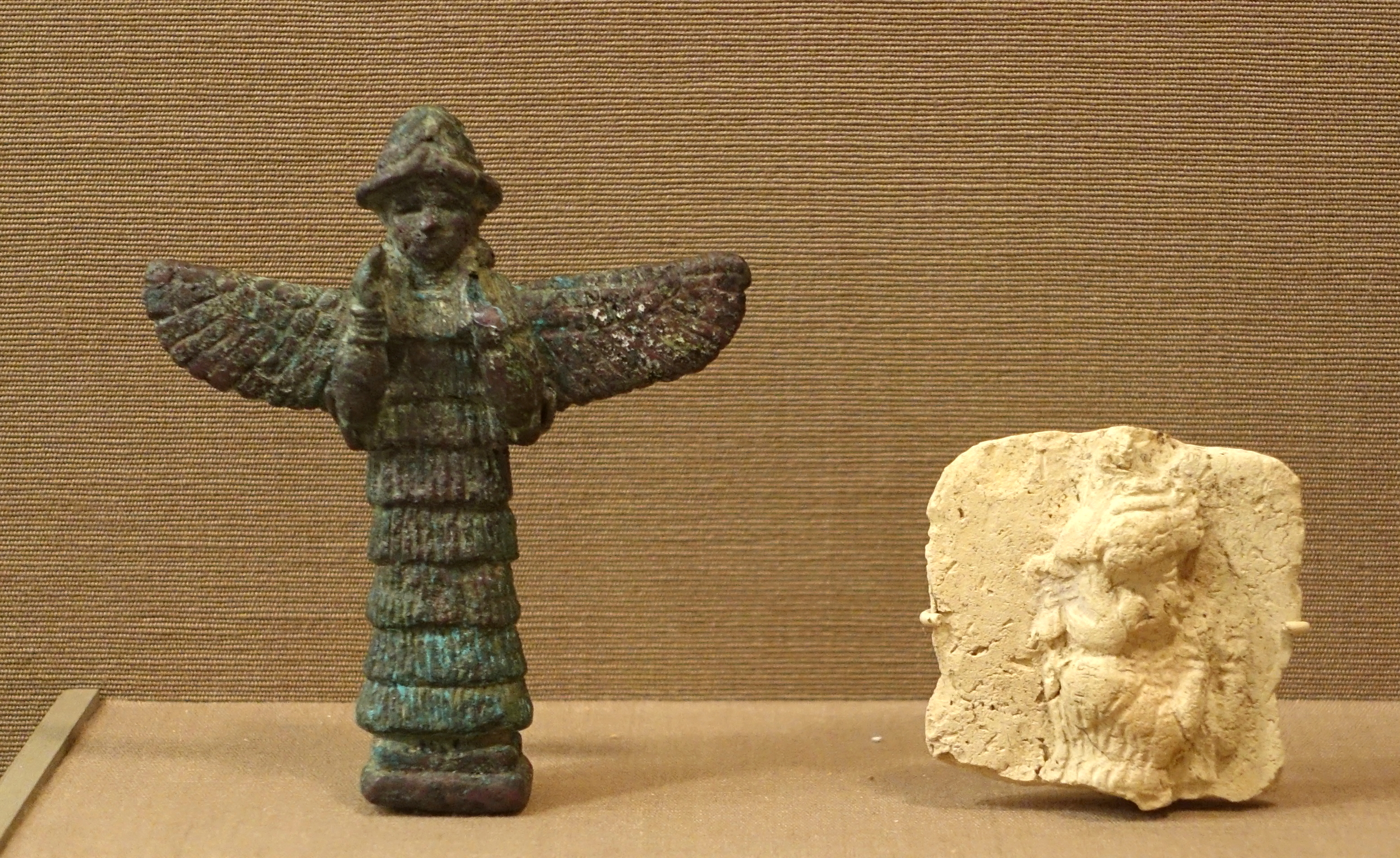
Representacions de deesses Lamma del període Isin-Larsa, 2000-1800 aC. Museu de l'Institut Oriental, Universitat de Chicago.

Ninshubur es va associar amb la classe de deesses Lamma, probablement a causa del seu paper compartit en la intercessió entre els mortals i els déus de rang superior. També es va atribuir una associació amb Lamma a Nanaya, considerada com la "dama de Lamma". Era vista com una serventa d'Inanna molt semblant a Ninshubur, i a les llistes de déus, per exemple a la llista de déus de Weidner, sol aparèixer després d'aquesta última, abans de qualsevol altra deïtat relacionada (com Kanisurra, Gazbaba o Bizilla).
Julia M. Asher-Greve explica el propòsit de Lamma com el de "deesses protectores i tutelars" i assenyala que són les figures que apareixen amb més freqüència en les anomenades "escenes de presentació" de l'art antic mesopotàmic, en què una deessa menor (Lamma) condueix un humà a una divinitat principal asseguda. Lamma també podria ser una designació per a deesses específiques en contextos en què les seves funcions eren anàlogues a aquestes que normalment compleixen aquesta categoria de deïtats, amb Gudea anomenant ocasionalment als déus Anuna (un terme col·lectiu per a les deïtats principals) "Lamma de tots". països". La naturalesa de Lamma es pot comparar amb la del concepte modern d'àngel de la guarda.

### Altres associacions
A Girsu, Ninshubur era el cònjuge de Meslamtaea, un nom utilitzat per referir-se a Nergal en les primeres fonts de les ciutats del sud de Mesopotàmia. Marcos Such-Gutiérrez assenyala que és possible que aquesta tradició també fos coneguda a Adab, on Ninshubur apareix al costat de Meslamtaea en dues llistes d'ofrenes. Frans Wiggermann assenyala que l'aparellament de Nergal amb Ninshubur és inusual, ja que ella era l'única deessa a vegades considerada com la seva dona que tenia un paper ben definit diferent del de la seva parella, l'altra excepció era Ereshkigal. Assumeix que com que molts dels cònjuges atestats de Nergal, com Mammitum o Admu, estaven possiblement associats amb la terra, aquest paper de Ninshubur estava lligat a la seva funció com a "dama de la terra". No es coneix cap altre exemple de Ninshubur sent considerada com l'esposa d'una altra deïtat. Una sola font es refereix a Ninshubur com el sukkal de Nergal més que com a dona. Dina Katz sobre la base de la connexió entre aquestes dues deïtats suggereix que una tradició que connectava Ninshubur amb l'inframón podria haver existit en períodes primerencs, però assenyala que no hi ha referències potencials a cap font posterior al període Babilònic antic.
A Mari Kakka, una deessa curativa local, testimoniada només en noms personals, estava associada amb Ninshubur, però també amb la deessa de la medicina Ninkarrak. Probablement, aquesta deïtat s'hauria de considerar diferent de Kakka, el sukkal d'Anxar, conegut de la llista de déus An = Anum, on la deessa de la medicina Kakka apareix per separat a la secció de Ninkarrak, i del mite posterior Enuma Elix. Ninshubur es va identificar amb aquest últim Kakka a An = Anum però només en el paper específic de "aquell que sosté el gran ceptre".
Una sola carta de Babilònia antiga associa Ninshubur amb Lugalnamtarra, una deïtat possiblement anàloga a Namtar, i els invoca a tots dos per beneir el destinatari. Lugalnamtarra, així com una deïtat el nom de la qual estava escrit com dSUKKAL, que segons Odette Boivin podria ser anàleg a Ninshubur, tots dos apareixen en associació amb Shamash en textos dels arxius de la I Dinastia del País de la Mar en lloc dels seus assitents habituas (com Bunene). Akurduana, un dels reis del País de la Mar, va incloure el títol de "servent d'Utu i Ninshubur" a la seva titulació reial. A Isin, aparentment, Ninshubur es va incorporar al seguici de la deessa de la medicina Ninisina. Frans Wiggermann afirma que també es coneix una declaració de Ninshubur que va aparèixer al costat d'Alammuš a la cort de Nanna. A Malgium a l'època de l'Antic Babilònia, sembla que va complir el paper de sukkal en relació amb Ulmašītum.
En una fórmula de salutació en una darrera de l'antiga Larsa babilònica, Ninshubur es combina amb la deessa desconeguda Mārat-ūmi, "filla del dia" o "filla de la tempesta". En un únic encantament datat a finals del tercer mil·lenni aC, possiblement una part d'un ritual d'edificació, apareix al costat del terrisser diví Nunura. És rara en els textos màgics d'una altra manera, encara que s'acredita en un encantament del període Ur III al costat d'Asalluhi, i en un text de presagi hepàtic tardà "mà de Ninshubur" apareix un dels possibles diagnòstics.

## Adoració
També hi ha evidències de la creació d'estàtues de culte i exvots dedicats a Ninshubur des de diversos llocs del període dinàstic arcaic. A causa del seu paper d'intercessió, va ser popular en l'esfera del culte personal, per exemple com a divinitat familiar. També va estar entre les divinitats invocades amb noms teofòrics en molts períodes. De vegades, el seu títol sukkal anna, escrit amb un signe dingir al davant com a teònims, també s'utilitzava en ells.

### Akkil, Uruk i Badtibira
Akkil, on Ninshubur estava associat amb Inanna, era considerat el seu principal centre de culte. Nin-Akkil ("dama d'Akkil"), un nom trobat en documents del període dinàstic arcaic i del regnat de la Tercera Dinastia d'Ur, probablement es refereix a ella. És la deessa d'aquesta ubicació als himnes del temple, tot i que Walther Sallaberger assenyala que pot ser considerada com un dels membres d'un grup de divinitats associades amb Uruk en aquest context, semblant a Dumuzi i Ningirima. Frans Wiggermann no sap si Akkil s'ha d'interpretar com una ciutat o com un temple, i afavoreix aquesta darrera interpretació per la manca de referències a ella en textos econòmics, però Joan Goodnick Westenholz en una publicació més recent conclou que es tractava d'un poble situat prop de Badtibira. El temple de Ninshubur situat en aquest assentament era E-(a)akkil, el nom del qual ha estat traduït a l'anglès com "house of lamentation" (casa de lamentació) per Andrew R. George. La ciutat s'ha de distingir d'un temple de Papsukkal a Kish també conegut com Akkil, i d'un santuari de Manungal, la deessa de les presons, que també porta aquest nom. Es coneixen diversos objectes dedicats a "Ninshubur d'Akkil", incloent artefactes del període dinàstic primerenc i un recipient inscrit per uns sacerdots sanga d'Inanna d'Uruk al període Ur III.
En el període dinàstic arcaic, el culte de Ninshubur ja estava establert a Uruk, tal com indiquen les inscripcions votives, i es considera possible que hi fos traslladat des d'Akkil. Continua apareixent en fonts d'aquesta ciutat en el període Ur III, quan Shulgi va construir un nou temple dedicat a ella allí. El nom d'un any d'aquest rei o del seu predecessor Ur-Nammu esmenta la construcció d'una "cuina del temple" de Ninshubur, que podria estar relacionada amb una tauleta de fundació dedicada a ella des d'Uruk, encara que això segueix sent incert.
Un document del regnat de Shu-Sin indica que Ninshubur també era adorada a Bad-tibira.

### Lagaix i Girsu

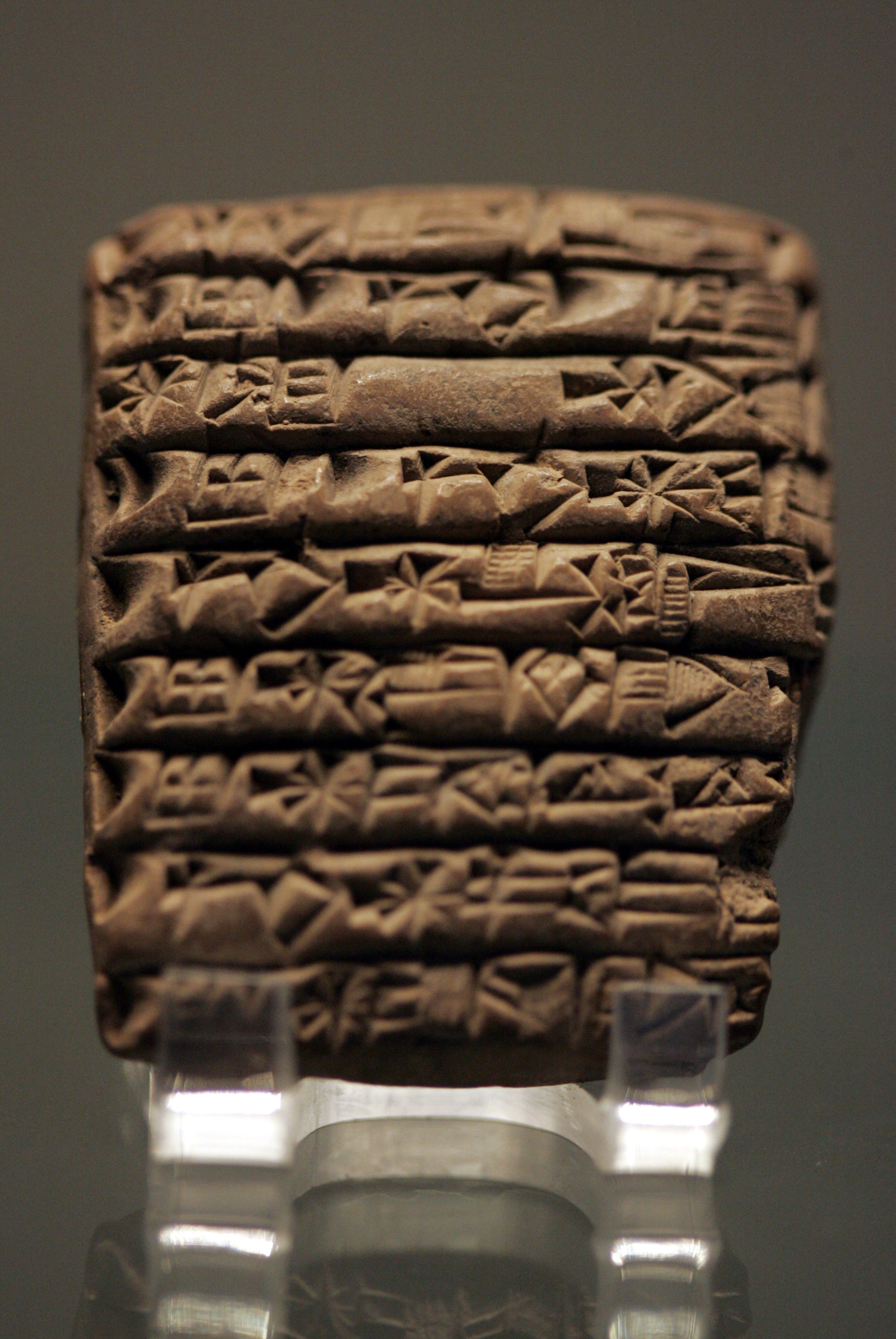
Una tauleta que esmenta els sacrificis fets a diversos déus adorats a l'estat de Lagaix, inclòs Ninshubur. Louvre.

Ninshubur està ben documentat en fonts de l'estat de Lagaix. Normalment se li feien ofrenes a la ciutat de Girsu. Ja se l'adorava quan la zona estava sota el domini de Lugalanda (al voltant del 2400 aC), durant el regnat del qual se celebrava durant les festes de Nanshe i Ningirsu i rebia ofrenes de la dona del rei, Barnamtarra. No hi ha proves relacionades amb Ninshubur del regnat del predecessor de Lugalanda, Enentarzi, la qual cosa fa possible que fos una deïtat adorada pels plebeus al principi, i que només va començar a rebre ofrenes de l'administració oficial durant el període del govern d'aquest darrer monarca. A Girsu existia un temple dedicat a ella, E-ešbarmeluḫḫa, "casa de decisions que neteja el me". És possible, encara que no és segur, que E-mekilibbasagil, "casa que aixeca en alt tot el me", coneguda per inscripcions reials posteriors, també es trobés en aquesta ciutat.
Un governant posterior de Lagaix, Urukagina, considerava Ninshubur com la seva deïtat personal. En oferir llistes del seu regnat, la va situar per sobre de Mesandu, que possiblement va tenir un paper anàleg durant els regnats dels reis locals anteriors. Puzermama, que va governar Lagash cap al 2200 aC, esmenta Ninshubur a les seves inscripcions reials, possiblement en referència a la reverència d'Urukagina per ella, ja que és probable que provenissin de la mateixa família i, per tant, compartissin la mateixa deessa personal, tot i que també podria haver-la considerat una mediadora divina que garantia a Lagaix els seus drets territorials, recuperats als governants acadis. Un altre governant de Lagaix que la considerava com la seva deessa personal era Nammahani, cunyat de Gudea. El mateix Gudea es referia a Ninshubur com la seva nin ("amant"). També es coneixen estàtues dedicades a la vida d'un governant a Ninshubur i a Ningishzida dels períodes del govern de Nammahani i Ur-Ningirsu II.
Només es coneix un sol nom teofòric que invoca Ninshubur de la zona de Lagaix, Ninshubur-amamu ("Ninshubur és la meva mare").

### Ur i Enegi
Ninshubur es testimonia per primera vegada a Ur en el període Ur III. E-ninbitum ("casa apta per a una dama"), un temple dedicat a ella, o segons Wolfgang Heimpel una cella al temple d'Inanna, està testimoniat en textos d'aquesta ciutat. Podria ser el mateix temple que E-aggasummmu, "casa que dona decrets", també es presumeix que es troba a Ur. Xulgi es referia a ella com a "amant". No obstant això, ella no apareix als calendaris de cultes oficials i llistes d'ofertes d'aquesta ubicació des del regnat de la seva dinastia, tot i ser una deïtat popular, que segons Julia M. Asher-Greve es pot comparar amb la posició de Nanshe al panteó local. Les referències a "Ninshubur d' Enegi " també apareixen en textos d'Ur. S'ha suggerit que va ser introduïda a aquesta darrera ciutat des d'Uruk, ja que el panteó local també incloïa altres deïtats típicament urukees, com el semidéu Guilgameix i la seva mare Ninsun. Les referències a la seva recepció d'ofrenes allà apareixen també en textos de Puzrish-Dagan. En un cas, Ninshubur d'Enegi s'anomena el "petit Ninshubur" (Ninshubur-banda), en contrast amb Ninshubur d'Akkil o Uruk, conegut com el "gran Ninshubur" (Ninshubur-gula).
Durant les excavacions d'Ur, s'han trobat capelles de Ninshubur i Hendursaga, així com objectes votius dedicats a ells del període Isin-Larsa. No és clar si una estàtua trobada a la capella de Ninshubur representa alguna deïtat o un humà, per exemple, una princesa o una sacerdotessa en, encara que s'ha observat que no té la corona de banyes associada a la divinitat. També se suposa que una carta-oració a Ninshubur (UET 6/1, 7) que indica que aquests textos es van presentar a una estàtua de la deïtat és d'Ur, encara que es considera probable que va ser enviat per un rei de Larsa, possiblement Rim-Sîn I. Els registres indiquen que va construir temples de Ninshubur tant femenins com masculins. En una inscripció que commemora la construcció d'un temple de Ninshubur a Ur, es refereix a aquesta deïtat com a deessa, mentre que en una posterior commemora la derrota d'Uruk, com a déu. És probable que estigués particularment dedicat a aquesta deïtat.

### Altres ciutats
Ninshubur ja apareix a les fonts de Nippur al període dinàstic arcaic, i és possible que fos introduïda al panteó local directament des d'Akkil, com en el cas d'Uruk. En el període Babilònic antic, va rebre ofrenes als complexos del temple d'Enlil i Ninurta. El seu temple a aquesta ciutat era Eakkilduku, "casa de lamentació, el monticle pur". És possible que es pugui identificar amb un santuari sense nom esmentat en una inscripció datada al regnat d'Ibbi-Sin.
Des d'abans del període sargònic, Ninshubur també estava present al panteó d'Adab. Meskigal, un governant d'aquesta ciutat, la considerava la seva deïtat personal i li va dedicar una estàtua per a la seva vida, la seva dona i els seus fills. Un document que tracta de la distribució de pa als temples d'Adab indica que un d'ells estava dedicat a Ninshubur, i que el seu personal incloïa una sacerdotessa nin-dingir. Si bé la posició de Ninshubur a l'hora d'oferir llistes indica que era una deïtat important al panteó local, hi ha molt pocs noms teofòrics que la invoquin.
Ninshubur també està testimoniada en textos dinàstics primerencs de Shuruppak, el centre de culte del Sud. A Umma, va ser adorada al costat d'Inanna de Zabalam.
Segons Jennie Myers, Ninshubur també s'acredita a Sippar, on el teònim segons ella s'hauria de llegir fonèticament en noms sumeris, i com "Ilabrat" en els acadis menys comuns. El culte de Ninshubur en aquesta ciutat ja no està testimoniat després del regnat de Sin-Muballit. Es desconeixen els motius d'això.
A Malgium, un regne situat al sud d'Eshnunna, Ninshubur era adorada en un temple construït pel rei local Takil-ilissu a l'època de l'Antiga Babilònia. Una inscripció indica que al pati del temple d'Ulmašītum se celebraven diverses festes dedicades a aquesta divinitat, que portava el nom cerimonial Emaš (escriptura possiblement errònia d'Eulmaš). En el mateix text Ninshubur és invocada en una fórmula de maledicció al costat d'Anu, Ulmašītum, Annunitum i els lleons Dan-bītum i Rašub-bītum per garantir que ningú eliminès el nom de Takil-ilissu de la fundació del temple.
Altres ciutats on es venerava Ninshubur inclouen Accad (en el període sargònic), Isin, Larsa, Mari i Nerebtum (possiblement Tell Ishchali) en el període antic babilònic, i més tard Babilònia i Kish, però és difícil saber si la deïtat en la menció era Ninshubur femenina, Ninshubur mascle o Ilabrat.

## Mitologia
En els textos literaris, Ninshubur acompanya freqüentment a Inanna.

### El descens de l'Inanna a l'Inframón
Ninshubur apareix al mite dels Descens d'Inanna a l'Inframón. Actualment es coneix a partir d'un total de cinquanta-vuit còpies del període Babilònic antic, la majoria trobades durant les excavacions a Ur i Nippur, així com d'un fragment del període Babilònic mitjà. Se suposa que pertanyia al currículum de les escoles d'escribas. Tanmateix, no es coneixen exemples del primer mil·lenni aC.
Abans que l'Inanna s'embarqui en el seu viatge cap a la terra dels morts, aparentment motivada pel desig de fer-se'n càrrec, li indica a Ninshubur què ha de fer si no torna al cap de tres dies. Se suposa que aquesta escena ha d'establir que ella no quedarà atrapada a l'inframón de manera permanent. Passat aquest període, Ninshubur, seguint les instruccions de la seva mestressa, plora la seva mort lamentant-se i portant draps i suplicant als déus Enlil, Nanna i Enki en un esforç per persuadir-los de rescatar Inanna.
Victor Hurowitz va considerar possible que els termes que Ninshubur utilitza per il·lustrar el possible destí terrible d'Inanna a l'inframón durant els seus intents de persuadir altres déus perquè l'ajudessin fossin un reflex mític d'un ritual de renovació d'una estàtua danyada. Mentre els dos primers déus Ninshubur s'acosten, Enlil i Nanna, es neguen a ajudar-la, finalment aconsegueix l'ajuda d'Enki. Crea dos éssers, galatura i kurĝara, que posteriorment retornen a Inanna.
Després que Inanna torni al món dels vius, Ninshubur, que estava esperant a les portes de l'inframón, es llança als seus peus. El terme ganzir, utilitzat per referir-se a aquesta ubicació en aquest passatge, està poc testimoniat en la literatura sumèria, només apareix a Guilgameix, Enkidu i l'Inframón. Els dimonis galla que acompanyen Inanna suggereixen que poden prendre Ninshubur per substituir-la a l'inframón, però ella protesta.
Atès que Ninshubur és una criada fidel que la va plorar correctament, els dimonis no poden prendre-la. Tampoc els permet agafar dos servents més que coneixen, Shara i Lulal. Finalment arriben a la ciutat de Dumuzi, Bad-tibira, on resulta que ell no va plorar la mort d'Inanna, la qual cosa l'enfada. El seu comportament, en contrast amb el de Ninshubur (així com el de Shara i Lulal), està pensat per justificar el seu eventual destí. Inanna deixa que la galla se l'emporti. Ninshubur no s'esmenta a les línies supervivents de la secció restant de la narració, que se centra en l'intent de Dumuzi d'escapar del seu destí i el seu confinament a l'inframón.
Alhena Gadotti assenyala que existeix un "paral·lelisme invertit" entre el paper de Ninshubur a El descendèns d'Inanna i el de Guilgameix en una altra composició que tracta temes similars, Guilgamesh, Enkidu i l'Inframón: en el primer, una criada demana ajuda en nom de la seva amant, mentre que en aquest darrer text els papers s'inverteixen, i és Guilgameix qui vol tornar el seu company Enkidu. Dina Katz suggereix que com que El Descens d'Inanna va ser un text de gran circulació, és plausible que aquesta part d'aquesta darrera narració s'hi hagi inspirat en part.
Papsukkal fa el paper de Ninshubur en una adaptació accàdia del Descens d'Inanna centrada en la contrapartida d'Inanna, Ixtar, però no està designat directament com el seu servent personal, i el text afirma que servia "els grans déus" com a grup.

### Inanna i Enki
En el mite Inanna i Enki, Ninshubur ajuda a la seva mestressa a escapar dels enemics enviats després d'ella per Enki al Vaixell del Cel, ma₂an-na, també conegut com els "Both of An" (ambdós d'An) en la literatura anglesa moderna. El nom de la barca també es testimonia en un fragment d'una narració desconeguda sobre Inanna i Enmerkar i en textos de Puzrish-Dagan, on apareix en associació amb Inanna i Nanaya durant un festival, i en llistes d'ofrenes d'Isin a l'Antiga Babilònia, Larsa i Nippur.
Després del robatori del me per part d'Inanna, els monstruosos servents d'Enki ataquen el vaixell sis vegades, però cada vegada que repeteix la fórmula "l'aigua no t'ha tocat les mans, l'aigua no t'ha tocat els peus" a Ninshubur, que segons Bendt Alter és vol dir que mentre romanguin fora de l'aigua estan fora de l'abast d'Enki. Després d'escapar amb èxit, arriben a Uruk, i Ninshubur li pregunta a Inanna on té previst descarregar els objectes robats. La resta del mite està mal conservat.

### Poema d'Agushaya
En un mite accadi conegut amb el títol de Poema d'Agushaya o Himne d'Agushaya Ninshubur té l'encàrrec de proporcionar a Ixtar (l'homòleg d'Inanna) informació sobre el temible Saltu ("discòrdia"), un oponent Ea (el homòleg d'Enki) creat per a ella, destinat a servir com la seva imatge mirall. Una peculiaritat d'aquest text són les faltes d'ortografia recurrents de paraules específiques en el discurs de Ninshubur. Tot i que s'ha proposat que són simplement errors d'escriptura, Benjamin R. Foster assumeix que això és inverosímil, ja que tots es produeixen en dues línies successives, i proposa que es van utilitzar expressament per representar Ninshubur tartamudejant en estat de xoc a causa de la temible natura de Saltu i la seva semblança amb Ixtar.

## Galeria

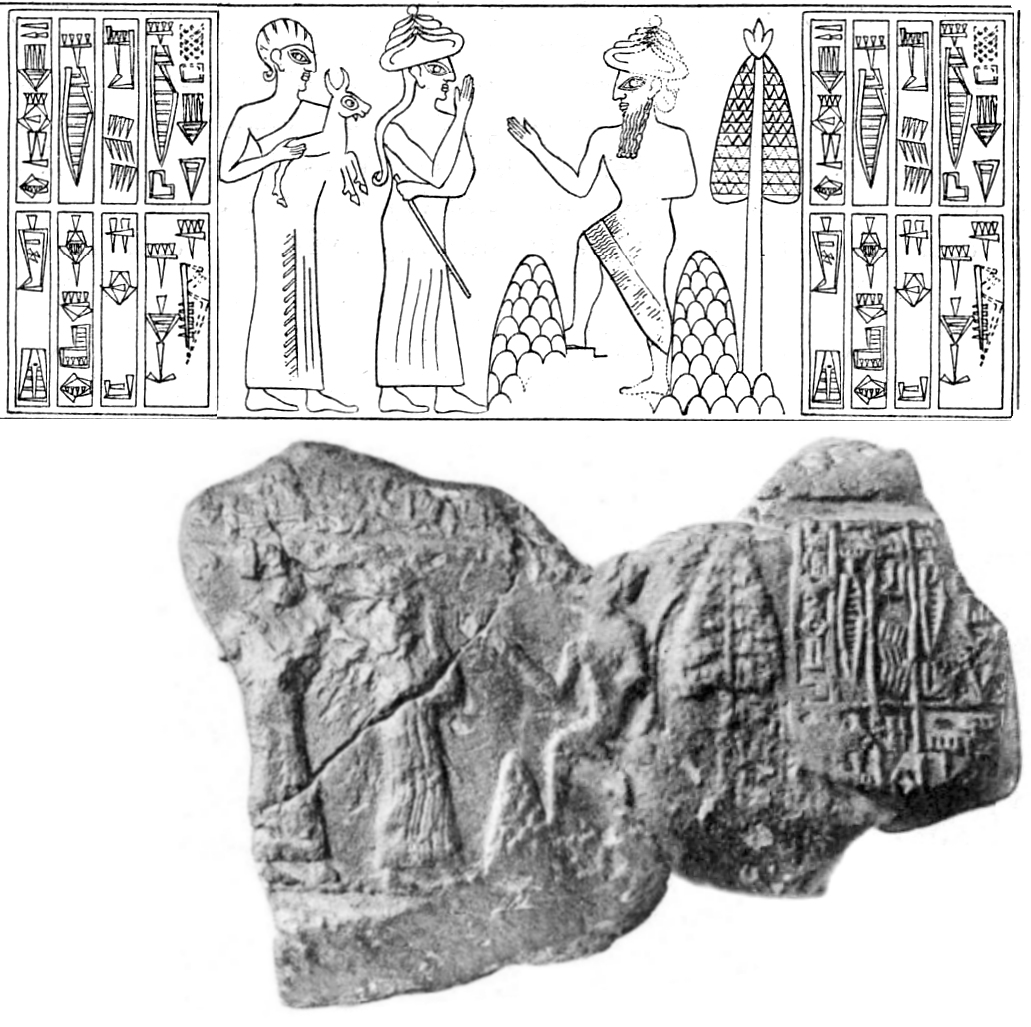
Un segell de Lugal-ushumgal com a servidor de Shar-Kali-Sharri, possiblement representant Ninshubur
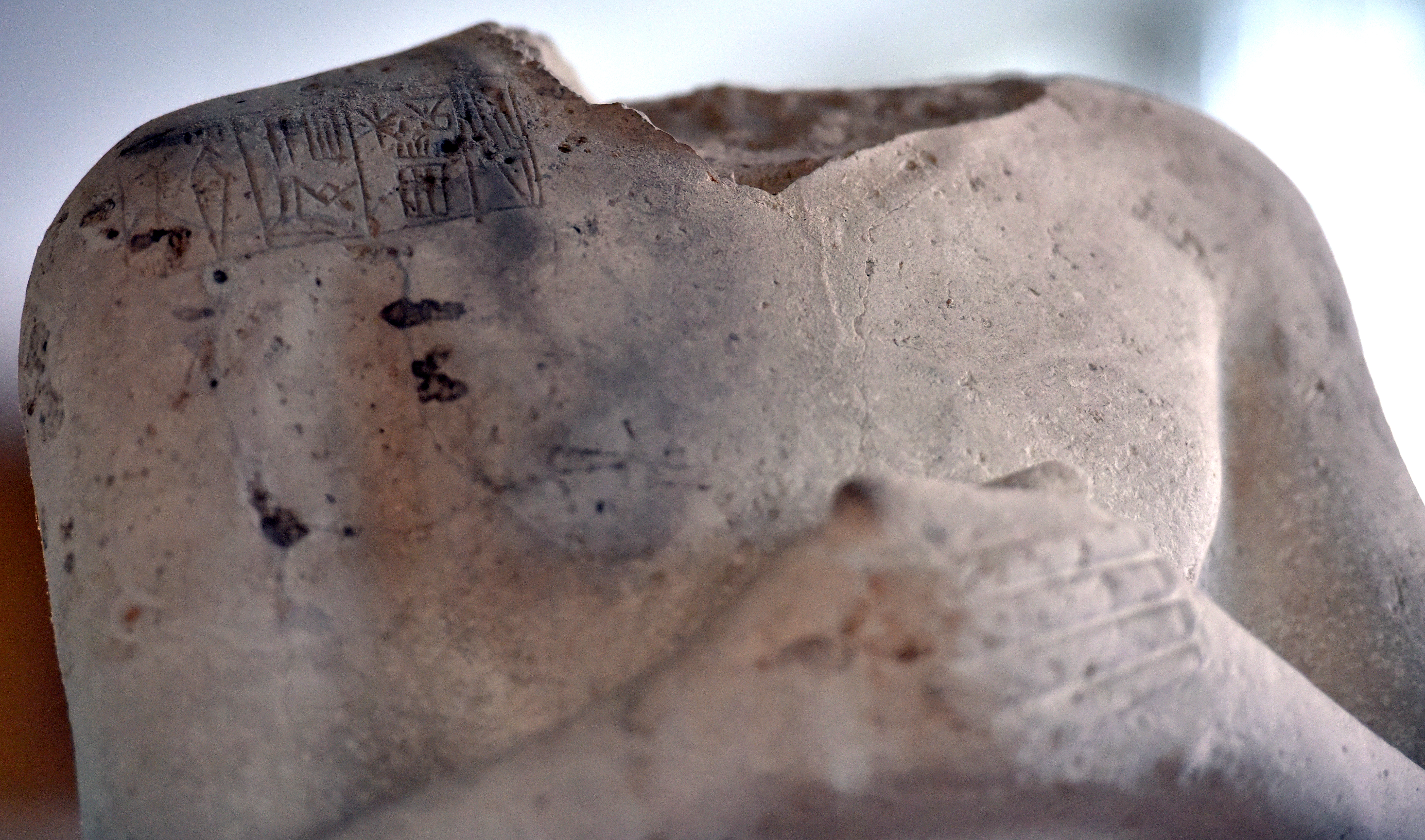
El nom de la deïtat Ninshubur s'esmenta a l'espatlla dreta. Des d'Adab, Iraq. 2600-2370 aC. Museu de l'Iraq.
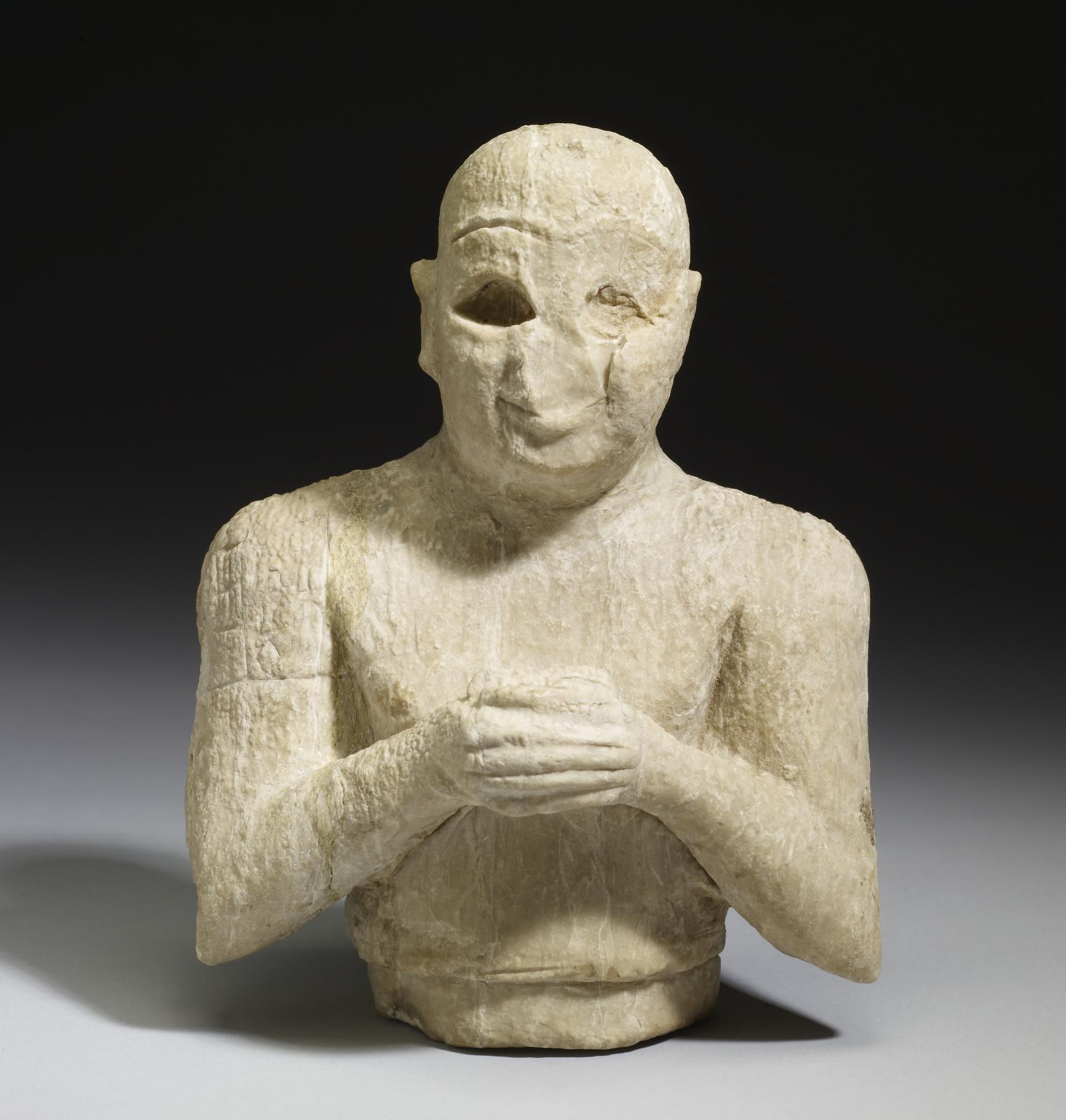
Antiga figureta sumeria de calcita-alabastre d'un adorador masculí. 2500 aC - 2250 aC. La inscripció del seu braç dret esmenta Ninshubur.
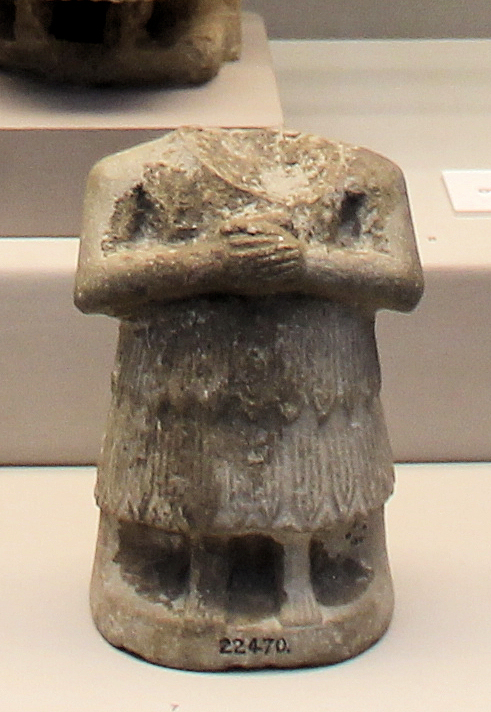
Estàtua de Der dedicada a Ninshubur per Enzi i el seu fill Amar-kiku. 2400 aC). Museu Britànic, BM 22470.